# Agiulf
Agiulf ili Aioulf (? –- 457.) je bio opksurni i kratkotrajni kralj Sveva u nekadašnjoj zapadnorimskoj provinciji Galiciji. Bio je vizigotski vojskovođa u službi kralja Teodorika II., koji je godine 456. porazio i pogubio tadašnjeg svevskog kralja Rehijara. Prema biskupu Hidaciju mu je Teodorik povjerio vlast nad svevskim područjem, ali je on iskoristio kraljevu izočnost da bi se sam proglasio svevskim kraljem. U svakom slučaju, na prijestolju nije dugo ostao; u borbama ga je porazio Teodorik, a Svevi su potom iz svojih redova za kralja izabrali Maldrasa.